# 平衡球
《平衡球》是由Cyparade开发，雅达利发行的一款三维解谜冒险游戏，起先于2004年4月2日在欧洲发售。该作与《狂暴弹珠》类似：玩家要控制一个小球滚动到目的地，并避免它冲出轨道掉入深渊。最初游戏发售时一共有十二个关卡，在五个月后的更新中追加了以中文“速度”命名的第十三关。
2024年1月5日，《平衡球》在20周年之际由Ziggurat在Steam和GOG上重新发行。

## 游戏玩法

游戏第六关截图

游戏中的所有场景都悬空而建，小球通常是在一条细长的轨道上行进。玩家开始时共有四次机会，只要落下轨道即失去一次机会，机会全部用完会导致游戏结束。玩家需要通过特殊的机关改变球的材质，从而顺利地通过某些机关。转换可以得到三种球：木球、石球和纸球。
除第十三关以外，玩家都要凭借木球开局，其稳定的特性可用以解决一些简单的谜题。石球质量大，易失控，因此会压断木质吊桥消耗机会，但也可轻易推开挡路的木箱。纸球材质粗糙但质量小，无法推动挡路的机关，但可以以吹风机浮空通过垂直墙面。
游戏有两种特殊物品。原子状物品会为计分器加分，肥皂泡状物品会增加一次游玩机会。游戏中有若干记录点，玩家不慎失误后，小球由最近的记录点重新开始。
游戏的十二个关卡是以难度递增，要求玩家解决多个物理谜题。随着难度增加，铁轨类型逐渐丰富。第三关开始出现的侧轨，需要玩家将小球贴紧轨道前行。十二关出现单轨，玩家只能在特定位置校正，使之在正中央通过。开发者在游戏发布后新添第十三关，并以中文“速度”一词命名，本关可在开发者网站免费下载。

## 评价
Adrenaline Vault的鲍勃·曼德尔（Bob Mandel）称游戏的画面令人身临其境，并尤其欣赏其中的精致细节。此外还称赞了“无比突出”的游戏音效，认为听背景音乐是一种享受，整体游戏体验则十分精彩与紧张。

## 参阅
- Neverball
- Switchball（英语：Switchball）